# 한스 스바로프스키

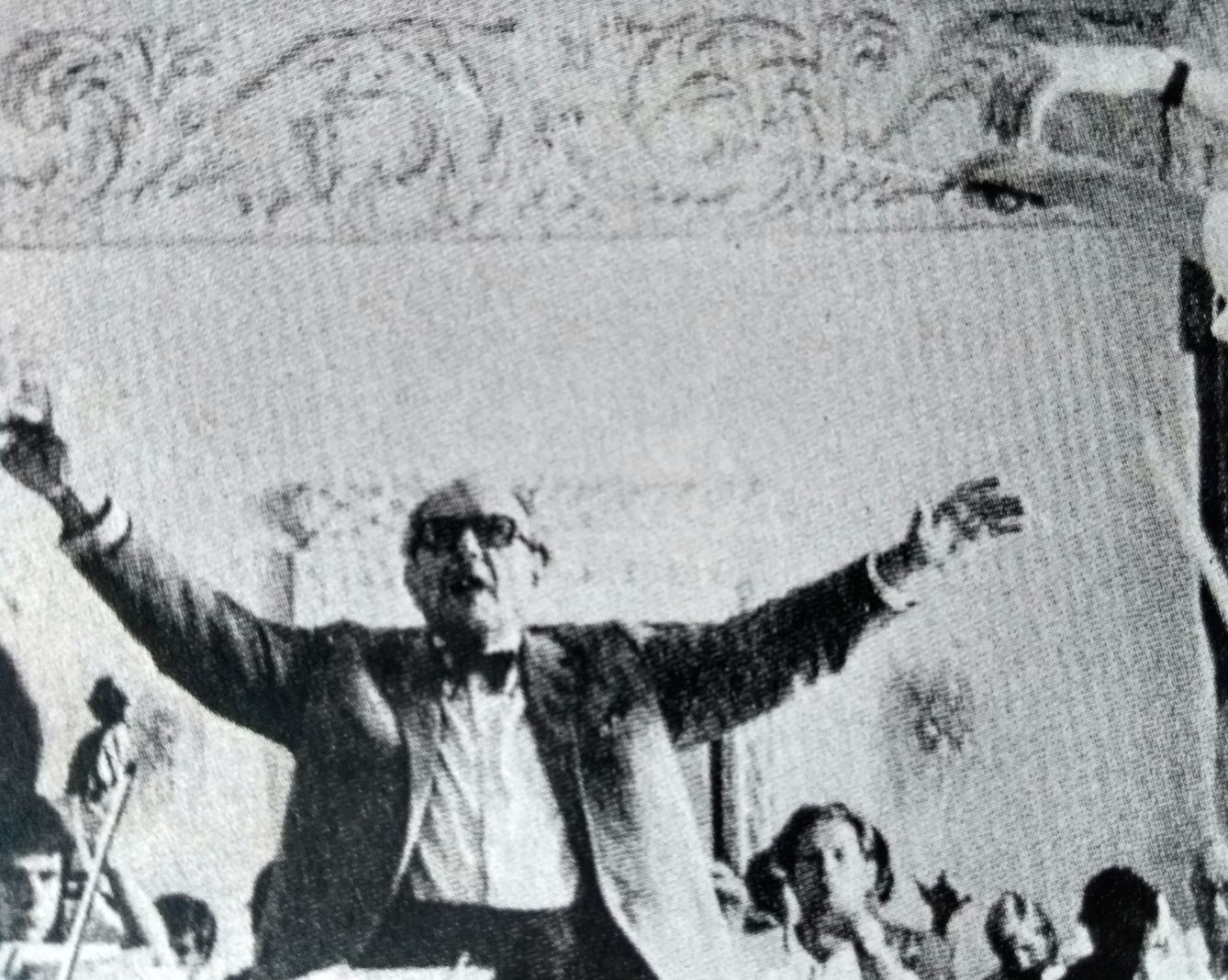
한스 스바로프스키 (1972년)

한스 스바로프스키(독일어: Hans Swarowsky, 1899년 9월 16일 ~ 1975년 9월 10일)는 오스트리아의 클래식 음악 지휘자였다.

## 생애
1899년 9월 16일에 헝가리 부다페스트에서 태어났으며 1910년에는 구스타브 말러의 《교향곡 8번》 초연의 합창단원으로 참여했다. 빈 대학교에서 심리학, 역사학을 전공했고 리하르트 슈트라우스, 펠릭스 바인가르트너 밑에서 지휘술을 배웠다. 아르놀트 쇤베르크, 안톤 베베른은 그의 음악 이론에서 스승 역할을 맡았으며 헤르베르트 폰 카라얀은 그를 빈 국립 오페라 극장의 지휘자로 임명했다고 한다.
독일 슈투트가르트, 함부르크에서 지휘자로 활동했고 1933년에는 베를린 국립 오페라에서 지휘자로 활동하던 에리히 클라이버의 조수로 임명되었다. 1937년부터 1940년까지 스위스 취리히 오페라 극장에서 수석 지휘자를 맡았고 나중에 오스트리아로 귀환하여 잘츠부르크 음악제의 자문위원을 역임했다.
1946년부터 1947년까지 빈 교향악단에서 수석 지휘자로 활동했고 1947년부터 1950년까지 그라츠 오페라에서 지휘자로 활동했다. 빈 국립 음악 대학교에서 지휘 담당 교수로 근무하면서 클라우디오 아바도, 주세페 시노폴리, 곽승을 비롯한 수많은 지휘자들을 양성했다. 스바로프스키의 강연과 수필을 모은 저서인 《모양을 지킨다》(Wahrung der Gestalt)는 오늘날에 음악의 지휘, 연출 분야에서 백과사전 역할을 맡고 있다.
1957년부터 1959년까지 스코틀랜드 국립 오케스트라에서 수석 지휘자를 맡았다. 1975년 9월 10일에 오스트리아 잘츠부르크에서 향년 76세를 일기로 사망했다.